# The Artist
The Artist er en moderne stumfilm. Den er fransk og havde premiere i hjemlandet
i 2011. Filmen er instrueret af Michel Hazanavicius.
Ved Oscaruddelingen 2012 vandt filmen fem Oscars, blandt andet for bedste film.

## Handling
Filmen foregår i Hollywood i 1927 og handler om stumfilmstjernen George Valentin (Jean Dujardin), der går og bekymrer sig
om hvorvidt talefilmens indtog kommer til at betyde noget for hans karriere, da han tilfældigt støder ind i danserinden
Peppy Miller (Bérénice Bejo), som er på vej op i filmverdenen.

## Medvirkende
- Jean Dujardin – George Valentin
- Bérénice Bejo – Peppy Miller
- John Goodman – Al Zimmer
- James Cromwell – Clifton
- Penelope Ann Miller – Doris
- Missi Pyle -Constance
- Beth Grant – Peppy's tjenestepige

## Priser
Filmen har blandt andet vundet følgende priser:
- Oscaruddelingen 2012
  - Oscar for bedste film
  - Oscar for bedste instruktør: Michel Hazanavicius
  - Oscar for bedste mandlige hovedrolle: Jean Dujardin
  - Oscar for bedste musik: Ludovic Bource
  - Oscar for bedste kostumer: Mark Bridges
- Filmfestivalen i Cannes
  - Prix d'interprétation masculine: Jean Dujardin
- Golden Globe
  - Best Motion Picture – Comedy or Musical
  - Best Original Score . Motion Picture: Ludovic Bource
  - Best Performance by an Actor in a Motion Picture – Comedy or Musical: Jean Dujardin
- Césarprisen : Filmen har vundet 6 gange til den fransk pris, iblandt den bedste film 2012 også.

Og filmen har derudover blandt andet været nomineret til følgende:
- 10 Oscarpriser
- 10 BAFTA-awards